# Маныч (Черноземельский район)
Маныч — посёлок в Черноземельском районе Калмыкии, в составе Ачинеровского сельского муниципального образования. Расположен у границы со Ставропольским краем примерно в 30 км к югу от посёлка Ачинеры.

## История
Впервые обозначен на топографической карте 1984 года. Предположительно основан во второй половине XX века. К 1989 году численность населения посёлка достигла примерно 310 человек.

## Население
| 2002 | 2010 |
| ---- | ---- |
| 97   | ↘83  |

Национальный состав
Согласно результатам переписи 2002 года большинство населения посёлка составляли даргинцы (71 %)